# Boryzops ciocolatina
Boryzops ciocolatina är en fjärilsart som beskrevs av Max Wilhelm Karl Draudt 1939. Boryzops ciocolatina ingår i släktet Boryzops och familjen nattflyn. Inga underarter finns listade i Catalogue of Life.